# Universal (przedsiębiorstwo)
Universal Spółka Akcyjna – przedsiębiorstwo powstałe w wyniku prywatyzacji dawnej Centrali Handlu Zagranicznego (CHZ) „Universal”, działające w latach 1945–2003.

## Historia
CHZ Universal w czasach PRL był m.in. monopolistą w handlu zagranicznym towarami AGD, choć pośredniczył również w handlu szeregiem innych typów towarów. Eksportował m.in. rowery marki Romet, które w jego ofercie były sprzedawane pod marką „Universal”. Widocznym znakiem pozycji Universalu w czasach PRL było zbudowanie w 1965 na jego potrzeby wysokiego na ok. 50 m biurowca będącego centralą przedsiębiorstwa. Był on zlokalizowany pod adresem Al. Jerozolimskie 44 w Warszawie. Budynek został zburzony na przełomie 2016 i 2017, a na jego miejscu został zbudowany biurowiec Widok Towers.
Universal był pierwszą sprywatyzowaną Centralą Handlu Zagranicznego. Na warszawskiej giełdzie zadebiutował w 1992 r. Szybko stał się jedną z najbardziej zdywersyfikowanych pod względem własnościowym spółek na parkiecie i ulubieńcem drobnych inwestorów. Za akcje Universalu w szczycie hossy wiosną 1994 płacono po 67 zł, czyli o ponad 6200% więcej od ceny debiutu (1,05 zł). Niespełna siedem lat po giełdowej inauguracji kurs akcji spadł jednak poniżej złotówki. 18 maja 1999 Komisja Papierów Wartościowych i Giełd bezterminowo zawiesiła obrót akcjami Universalu, co było pierwszym w historii przypadkiem karnego wykluczenia spółki z warszawskiej giełdy. Spółka pobiła też rekord jeśli chodzi o wysokość kary (500 tys. zł), której nadano rygor natychmiastowej wykonalności. Karę nałożono za naruszenia przez spółkę obowiązku informacyjnego w sprawach umowy kredytowej z Powszechnym Bankiem Kredytowym, zastawu akcji Polsatu i zaprzestania produkcji w firmie Acanta. Spółka przez dłuższy czas unikała bankructwa, m.in. dzięki podpisaniu układu z wierzycielami o redukcji zadłużenia i sprzedaży siedziby w centrum Warszawy przy Alejach Jerozolimskich 44 za 60 mln zł. 26 maja 2003 Sąd Rejonowy dla m.st. Warszawy ogłosił jej upadłość.
W szczytowym okresie swojego rozwoju w latach 90. Grupa Kapitałowa Universal SA składała się z ok. 65 podległych przedsiębiorstw. Universal posiadał m.in. większościowe udziały w produkującej prezerwatywy spółce Unimil, przedsiębiorstwie przetwórstwa owocowo-warzywnego Agro Universal, zakładach wytwarzających platery Hefra, przedsiębiorstwie wytwarzającym wyroby z miedzi Norblin oraz w spółce spedycyjnej Trans Universal Poland. Na początku 1991 Universal nabył za kwotę 1,7 mld starych zł od spółki Transakcja pakiet akcji banku BIG SA. Wcześniej BIG udzielił Universalowi kredytu w wysokości 300 mld starych zł, co stanowiło wówczas 87,1% kapitału własnego spółki. W 1994 roku Universal nabył 20% akcji Polsatu płacąc za nie 300 mld starych złotych.
Universalem od 1985 kierował Dariusz Przywieczerski. W końcowym okresie istnienia spółki jej prezesem był Jan Jerzy Matykiewicz.